# Pandanus multifurcatus
Pandanus multifurcatus är en enhjärtbladig växtart som beskrevs av Folke Fagerlind. Pandanus multifurcatus ingår i släktet Pandanus och familjen Pandanaceae.
Artens utbredningsområde är Java. Inga underarter finns listade.